# حماض (نبات)
الحميضة أو الحُمّاض أو الحُمَّيْض أو الكَرْبَل جنس نبات من الفصيلة البَطْباطِيّة. له حوالي 200 نوع من الأعشاب الحولية وثنائية الحول والمعمرة.
من أنواعه:
- الحُمَّاض البُسْتَانِيّ[13][14] أو الحُمَّاض الأَسْفَانَاخِيّ[15] اسمه العلمي.Rumex acetosa L.
- الحُمَّيْض[15][16][17] أو الحُمَّيْضَة[14][16] اسمه العلمي Rumex vesicarius.
- حُمَّاض البَقَر[13][16] أو الحُمَّاض البَرِّيّ[13][14] أو حُمَّاض البَرَارِي[18] أو الحُمَّاض عَرِيض الوَرَق[14] أو السِلْق البَرِّيّ[13][14][15][16] أو الرَأوَنْد البَرِّيّ[14]، اسمه العلمي.Rumex obtusifolius L.
- حُمَّاض المَاء[13][16] أو الحُمَّاض المَائِيّ[19] اسمه العلمي Rumex aquaticus.
- الحُمّاض الكَبِير[13][16] اسمه العلمي Rumex patientia.
- الحُمَّاض الأصْفَر[20] أو الحُمَّاض المُجَعَّد[14] أو الحُمَّاض الجَعْد[21]، اسمه العلمي Rumex crispus.
- الحُمَّاض الجَبَلِيّ[22] أو حُمَّاض الجَبَل[23]، اسمه العلمي.Rumex alpestris Jacq أو Rumex arifolius.
- الحُمَّاض الحَامِض[13]، اسمه العلمي Rumex thyrsiflorus.
- الحُمَّاض التَفِه[13]، اسمه العلمي Rumex conglomeratus.
- حُمَّاض الغَنَم[24] اسمه العلمي Rumex Acetosella.
- الحُمَّاض الدَرَقِيّ[24] اسمه العلمي Rumex scutatus.
- حُمَّاض العِيد[15] اسمه العلمي Rumex sanguineus.
- حُمَّاض السَوَاقِي[13] أو الحُمَّاض الآجَامِيّ[13]، اسمه العلمي Rumex lacustris.
- اللَبَّاصَة[12] أو الحُمَّاض النَهْرِيّ[19] (من اللاتينية: لَپَّاسْيُومْ lappacium)، اسمها العلمي.Rumex hydrolapathon L.
- البَرْطَانِيقَى[12][16] (من اليونانية: بْرِيطَانِيكَا، أي المنسوب إلى بريطانيا)، اسمه العلمي.Rumex britannica L.
- العُثْرُب[15] اسمه العلمي.Rumex nervosus Vahl.
- ضِرْس العَجُوز[25] اسمه العلمي Rumex dentatus.
- الحمصيص أو الحميمصة في مناطق الشمال الفلسطيني وفي قرى فلسطين يعرف بالحماض.

'الثَّامِرُ': نَوْرُ الحُمَّاضِ، وهو أيضا اسم لثمره وحَمْلِه.

## مكان النمو
ينمو الحمصيص أو الحماض في فلسطين بشكل كبير حيث انه ينمو في الجبال والمناطق الوعرة، وبجانب قنوات المياه.

## فصول النمو
ينمو هذا النبات البري في فلسطين في فصل الشتاء فقط اذ يعتبر من الاكلات الشتوية.

## الجزء الذي يؤكل
يؤكل في هذا النبات الساق والاوراق . ان ساق الحماصيص هي التي تعطيه بعض الحموضة.

## طريقة الطهي
طريقة الحمصيص مع العدس:
بعد قطف الحمصيص يتم غسله من التراب جيدا وبعدها يتم سلقه في ماء مغلي حتى تصبح الورقة طرية ويتغير لونها إلى اللون البني دون تقطيعه، وبعدها يقطع إلى قطع صغيرة جدا ( أي يفرم بشكل ناعم) و بعدها يسلق العدس البني بملء الحمصيص. يتم تحميص البصل على الغاز حتى يذبل ويتم دق الثوم ووضعه مع البصل مع استخدام بهارالكمون وزيت الزيتون. بعدها يتم وضع العدس والبصل والثوم على الحمصيص ويتم خلطهما بعد ذلك يتم وضع زيت الزيتون وتركها تغلي لمدة دقيقتين على الغاز.
تؤكل هذه الطبخة باردة أو ساخنة وباستخدام الخبز.

### طريقة الطهي كالقراص
بعد غسل الحماصيص وتقطيعه يتم فرم البصل حسب الحاجة ومن ثم يمعك مع الحصيص ليذبل ويتم رش السماق والملح و الليمون ويوضع داخل العجين وثم يخبز.
أو يمكن تذبيل البصل على نار هادئة حتى يصبح ذهبي اللون ومن ثم يوضع مع الحماصيص باضافة السماق والليمون و الملح والشطة و بعدها يوضع بالعجين ويخبز.

## روابط خارجية
- (بالإنجليزية) بك?flora_id=1&taxon_id=128864 الحمّاض على موقع نباتات أمريكا الشمالية.